# بیلی رایت
 بیلی رایت  (به انگلیسی: Billy Wright) (زاده ۶ فوریه ۱۹۲۴ - درگذشته ۳ سپتامبر ۱۹۹۴) بازیکن و مربی سابق اهل انگلستان بود. وی در تمام دوران بازیگری تنها در تیم ولورهمپتون واندررز توپ زد، وی هچنین در تیم آرسنال مربی‌گری کرده‌است.